# Губернатор Кемеровской области — Кузбасса
Губерна́тор Ке́меровской о́бласти — Кузбасса — высшее должностное лицо Кемеровской области. Губернатор возглавляет систему органов исполнительной власти области.

## Полномочия губернатора
Полномочия губернатора регламентированы статьёй 46 Устава Кемеровской области. Согласно ей, губернатор:
- Представляет Кемеровскую область в отношениях с федеральными органами государственной власти, органами государственной власти субъектов Российской Федерации, органами местного самоуправления и при осуществлении внешнеэкономических связей, при этом вправе подписывать договоры и соглашения от имени Кемеровской области.
- Обнародует законы Кемеровской области, удостоверяя их обнародование путём подписания законов, либо отклоняет законы, принятые Законодательным собранием Кемеровской области — Кузбасса.
- Формирует высший исполнительный орган государственной власти Кемеровской области в соответствии с законодательством Кемеровской области и принимает решение об отставке высшего исполнительного органа государственной власти Кемеровской области.
- Вправе требовать созыва внеочередного заседания Законодательного собрания Кемеровской области, а также созывать вновь избранное Законодательное собрание Кемеровской области на первое заседание первой сессии ранее срока, установленного для этого указанному органу настоящим Уставом.
- Вправе участвовать в работе Законодательного собрания Кемеровской области с правом совещательного голоса.
- Обеспечивает координацию деятельности органов исполнительной власти Кемеровской области с иными органами государственной власти Кемеровской области и в соответствии с законодательством Российской Федерации может организовывать взаимодействие органов исполнительной власти Кемеровской области с федеральными органами исполнительной власти и их территориальными органами, органами местного самоуправления и общественными объединениями.
- Определяет структуру исполнительных органов государственной власти Кемеровской области в соответствии с настоящим Уставом.
- Представляет в Законодательное собрание Кемеровской области в установленные сроки проект бюджета Кемеровской области, отчет о его исполнении, а также ежегодные отчеты о результатах деятельности высшего исполнительного органа государственной власти Кемеровской области, в том числе по вопросам, поставленным Законодательным собранием Кемеровской области.
- Осуществляет иные полномочия в соответствии с федеральным законодательством и законодательством Кемеровской области.

## История
В дни августовских событий 1991 года председатель Кемеровского облисполкома Аман Тулеев встречался с Геннадием Янаевым. Он пообещал главе ГКЧП «подписаться под каждым словом» обращения комитета. За это впоследствии президент РСФСР Борис Ельцин при реформировании системы органов исполнительной власти в регионах назначил главой Администрации области одного из лидеров рабочего движения Кузбасса — Михаила Кислюка который тоже был тогда в Москве и не поддерживал действия ГКЧП.
Указом президента Российской Федерации 1 июля 1997 года Кислюк освобожден от должности главы Администрации Кемеровской области и заменен Аманом Тулеевым. Это назначение было принято Б. Ельциным по причине возросшей социальной напряжённости в Кузбассе. Выборы губернатора были назначены на 19 октября того же года. Отказались от участия в них или не смогли собрать подписи мэр Кемерово Владимир Михайлов, депутат Госдумы и первый секретарь обкома КПРФ Теймураз Авалиани, депутат заксобрания области Леонид Сергачев (КПРФ), бывший секретарь Совета безопасности области Владимир Кудешкин, генеральный директор концерна «Кузбассшахтстрой» Виктор Бочаров.
19 октября 1997 года Аман Тулеев победил на выборах губернатора Кемеровской области, набрав 94,5 % голосов. Явка составила 54,3 %. Конкуренцию ему составили Виктор Медиков и Нина Останина.
25 января 2001 года досрочно подал в отставку с поста губернатора Кемеровской области. И. о. губернатора стал Валентин Мазикин. В досрочных выборах, которые состоялись 22 апреля 2001 года, помимо Тулеева, участвовали депутат Госдумы от Новокузнецка Сергей Неверов, директор фирмы «Пром-Маркет» Николай Власов и безработный Петр Сафонов. Явка составила 52,17 %. Тулеев получил 93,5 % голосов. 4 мая вновь вступил в должность губернатора Кемеровской области.
В апреле 2005 года президент РФ Владимир Путин, в соответствии с новым законодательством, продлил Тулееву срок полномочий до 2010 года.
20 апреля 2010 года — президент РФ Дмитрий Медведев продлил Тулееву срок полномочий до 2015 года.
16 апреля 2015 года, в связи с истечением срока полномочий, президент России Владимир Путин назначал Тулеева временно исполняющим обязанности губернатора до вступления в должность лица, избранного губернатором Кемеровской области.
13 сентября 2015 года состоялись выборы губернатора. Другими кандидатами были Виктор Шаламанов (КПРФ), Юрий Скворцов («Патриоты России»), Владимир Волчек («Справедливая Россия») и Алексей Диденко (ЛДПР). Аман Тулеев вновь избран главой Кузбасса, набрав 96,69 % голосов.
После пожара в ТРЦ «Зимняя вишня» в Кемерове 25 марта 2018 года, когда погибло 60 человек, включая 41 ребенка, Тулеев даже не прибыл на место трагедии, сославшись на то, что не хочет мешать работе спасателей. Это вызвало шквал критики в регионе, люди начали требовать его отставки. Президент Путин, прибывший в Кемерово, заявил что скоропалительных решений не будет. Спустя неделю 1 апреля Тулеев всё же принял решение уйти. Исполняющим обязанности губернатора был назначен его заместитель — Сергей Цивилёв.
9 сентября 2018 года Сергей Евгеньевич был избран губернатором Кемеровской области. Переизбрался на второй срок на выборах 2023 года.
В связи с назначением Сергея Цивилева на пост министра энергетики РФ, временно исполняющим обязанности губернатора Кемеровской области — Кузбасса стал Илья Середюк.

## Список губернаторов Кемеровской области — Кузбасса
| №      | Губернатор                            | Губернатор       | Период руководства | Период руководства | Примечание                                                        | Партийность                                         |
| ------ | ------------------------------------- | ---------------- | ------------------ | ------------------ | ----------------------------------------------------------------- | --------------------------------------------------- |
| 1      | Михаил Борисович Кислюк (род. 1951)   |                  | 27 августа 1991    | 1 июля 1997        |                                                                   | Наш дом — Россия                                    |
| 2 (I)  | Аман Гумирович Тулеев (1944—2023)     |                  | 1 июля 1997        | 25 января 2001     |                                                                   | КПРФ (1993—2000), беспартийный (2000—2005)          |
| и.о.   | Валентин Петрович Мазикин (1945—2022) |                  | 25 января 2001     | 4 мая 2001         | Временно исполняющий обязанности, на время отставки Амана Тулеева | беспартийный                                        |
|        |                                       |                  |                    |                    |                                                                   |                                                     |
| 2 (II) | Аман Гумирович Тулеев (1944—2023)     |                  | 4 мая 2001         | 1 апреля 2018      |                                                                   | беспартийный (2000—2005), Единая Россия (2005—2023) |
| 3      | Сергей Евгеньевич Цивилёв (род. 1961) |                  | 1 апреля 2018      | 17 сентября 2018   | Временно исполняющий обязанности                                  | Единая Россия                                       |
| 3      | Сергей Евгеньевич Цивилёв (род. 1961) | 17 сентября 2018 | 14 мая 2024        |                    |                                                                   | Единая Россия                                       |
| 4      | Илья Владимирович Середюк (род. 1975) |                  | 15 мая 2024        | 12 сентября 2024   | Временно исполняющий обязанности                                  | Единая Россия                                       |
| 4      | Илья Владимирович Середюк (род. 1975) | 12 сентября 2024 |                    |                    |                                                                   | Единая Россия                                       |